# San Donato Tavarnelle
El San Donato Tavarnelle es un club de fútbol de Italia, con sede en San Donato in Poggio y en Tavarnelle Val di Pesa, en la comuna de Barberino Tavarnelle, en la región de Toscana. Fue fundado en 2006 y compite en la Serie D, cuarta categoría del fútbol italiano.

## Historia
Fue fundado en el año 2006 en la ciudad de Tavarnelle Val di Pesa en Toscana luego de la fusión de los equipos locales San Donato y Libertas Tavarnelle como equipo de la Eccellenza.
En la temporada 2013/14 logra el ascenso por primera vez a la Serie D como campeón de su grupo. En la temporada 2021/22 gana el grupo E y logra llegar al nivel profesional por primera vez.

## Palmarés

### Torneos interregionales
- Serie D (1): 2021-22 (Grupo E)

### Torneos regionales
- Eccellenza Toscana (1): 2013-14 (Grupo B)
- Copa Italia de Aficionados Toscana (1): 2012-13